# 史蒂芬·奈特
史蒂芬·奈特，CBE（英語：Steven Knight，1959年8月5日—）是一名英國男編劇和導演。他較為著名的是在英國電視喜劇《偵探》（1993年至1997年）中擔任編劇和導演。2013年，他執導和編劇了由傑森·史塔森主演的動作片《夜刑者》。他畢業於倫敦大學學院，主修英語。
2014年，奈特執導電影《失控》由湯姆·哈迪主演，為此贏得英國獨立電影獎最佳劇本。

## 作品列表

### 電影
| 年份 | 標題               | 附註             |
| ---- | ------------------ | ---------------- |
| 2001 | 《吉普賽女郎》     | 編劇             |
| 2002 | 《美麗壞東西》     | 編劇             |
| 2006 | 《奇異恩典》       | 編劇             |
| 2007 | 《黑幕謎情》       | 編劇             |
| 2013 | 《夜刑者》         | 導演，編劇       |
| 2013 | 《全面鎖定》       | 編劇             |
| 2014 | 《失控》           | 導演，編劇       |
| 2014 | 《美味不設限》     | 編劇             |
| 2015 | 《第七傳人》       | 編劇             |
| 2015 | 《出棋制勝》       | 編劇             |
| 2015 | 《天菜大廚》       | 編劇             |
| 2016 | 《同盟鶼鰈》       | 編劇，執行製片人 |
| 2017 | 《女性的先行者》   | 編劇             |
| 2017 | 《十一月的罪行》   | 編劇，執行製片人 |
| 2018 | 《蜘蛛網中的女孩》 | 編劇             |
| 2018 | 《驚濤佈局》       | 導演，編劇       |
| 2021 | 《封城之後》       | 編劇             |
| 2021 | 《史賓賽》         | 編劇             |
| 2024 | 《玛丽亚》         | 编剧             |

### 電視
| 年份      | 標題               | 附註                      |
| --------- | ------------------ | ------------------------- |
| 1989      | 《商業細分》       | 編劇                      |
| 1990–1992 | 《胡蘿蔔罐頭》     | 編劇                      |
| 1993–1997 | 《偵探》           | 導演（4集），編劇（13集） |
| 1998–2010 | 《百萬富翁英國版》 | 編劇（4集）               |
| 2002–2004 | 《全都是關於我》   | 主創，編劇（2集）         |
| 2013–2022 | 《浴血黑帮》       | 主創，編劇，執行製片人    |
| 2017      | 《禁忌》           | 主創，編劇，執行製片人    |
| 2019–2022 | 《末日光明》       | 編劇                      |
| 2019      | 《小氣財神》       | 編劇，執行製片人          |
| 2022–     | 《SAS：叛逆勇士》  | 主創，編劇，執行製片人    |
| 2023      | 《孤星血淚》       | 編劇，執行製片人          |
| 2023      | 《呼喚奇蹟的光》   | 主創，編劇                |

## 外部連結
- 史蒂芬·奈特在互联网电影资料库（IMDb）上的資料（英文）